# Pseudapis umtalica
Pseudapis umtalica är en biart som först beskrevs av Cockerell 1935.  Pseudapis umtalica ingår i släktet Pseudapis och familjen vägbin. Inga underarter finns listade i Catalogue of Life.